# Katte-Richtschwert

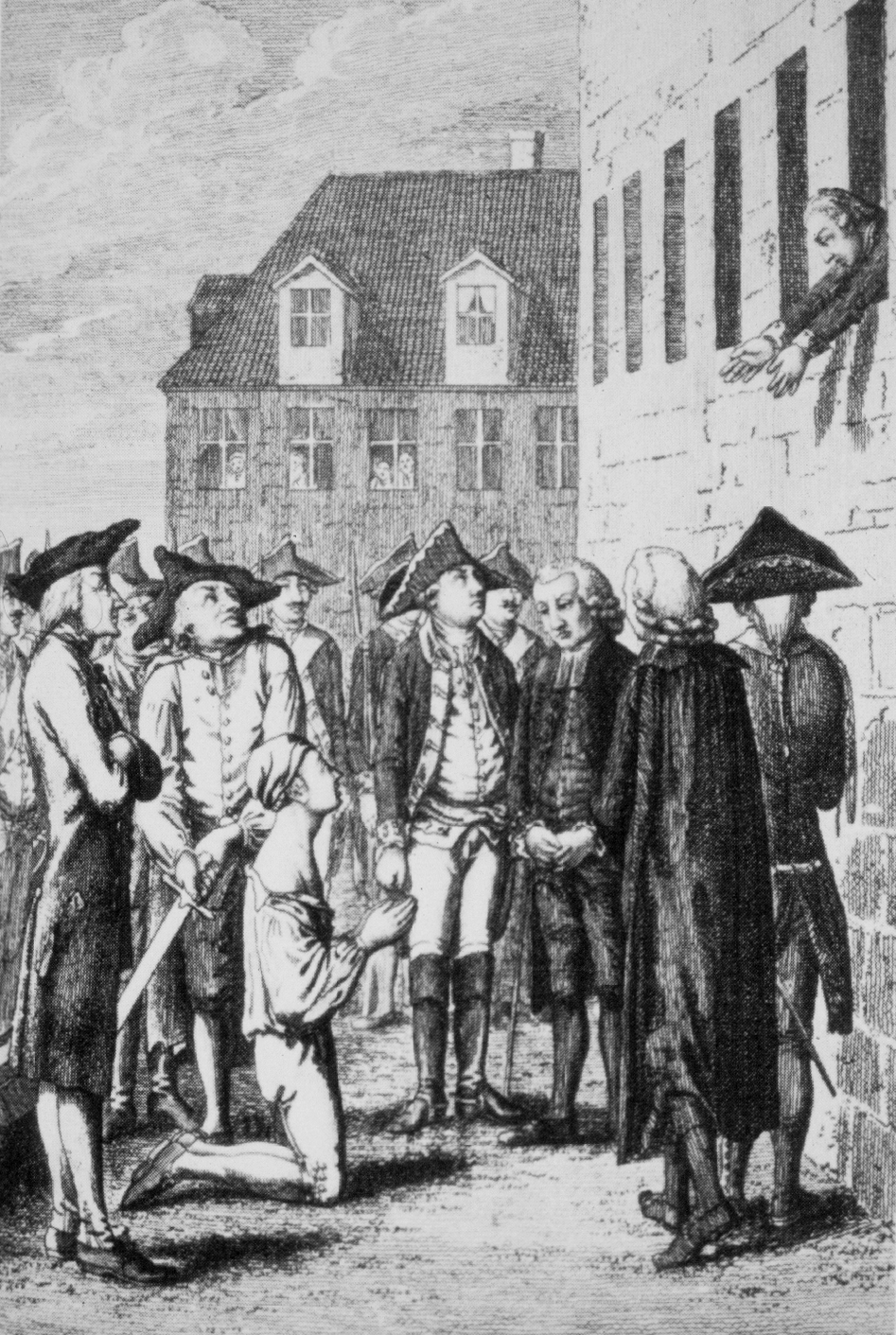
Der Scharfrichter mit dem Richtschwert und dem knienden Katte, am Fenster Kronprinz Friedrich. Kolorierter Kupferstich von Abraham Wolfgang Küfner, um 1790

Als Katte-Schwert oder auch Katte-Richtschwert wird ein Richtschwert bezeichnet, mit dem im Jahr 1730 angeblich die Hinrichtung Hans Hermann von Kattes vollzogen wurde. Sowohl das Stadtmuseum Brandenburg an der Havel als auch das Märkische Museum in Berlin behaupten, sie bewahren das Katte-Richtschwert auf.

## Geschichte
Hans-Hermann von Katte war ein Jugendfreund des späteren preußischen Königs Friedrich II. und als solcher Mitwisser von dessen versuchter Flucht nach Frankreich im August 1730. Infolge seiner Mitwisserschaft wurde er zum Tod verurteilt und am 6. November 1730 in Küstrin enthauptet. Scharfrichter in Küstrin war zu jener Zeit ein gewisser Heyl, der auch die übliche Entlohnung für die Enthauptung quittierte, was durch Archivalien belegt ist. Entgegen dieser Quittung ist der Name des ausführenden Scharfrichters in Carl Hinrichs’ Werk „Der Kronprinzenprozeß, Friedrich und Katte“ mit einem gewissen Martin Coblentz aus Beeskow angegeben. Dass auswärtige Scharfrichter zur Enthauptung herangezogen und dann vom örtlichen Scharfrichter ausbezahlt wurden, war jedoch nicht ungewöhnlich.

### Das Schwert in Brandenburg an der Havel
Der Ritterschaftsrat Albert von Katte (1798–1869) aus Roskow-Vieritz erwarb 1852 für 20 Taler vom ehemaligen Offizier Juckwer in Dirschau ein Richtschwert, mit welchem sein Vorfahre hingerichtet worden sei. Juckwer gab sich als Nachkomme des Mittenwalder Scharfrichters Carl Kühne aus, der das Todesurteil an Katte vollstreckt habe. Im Besitz der Familie Katte wurde das Schwert im Katte-Winkel in Vieritz aufbewahrt, wo es über mehrere Generationen verblieb und auch von Theodor Fontane gesehen und beschrieben wurde. 1932 musste Albert von Katte (1887–1945) das Gut verkaufen und nahm das Schwert mit nach Roskow. 1948 gelangte das Schwert schließlich ins Stadtmuseum von Brandenburg an der Havel und befindet sich dort noch heute.
Das Schwert gilt als eine sehr gute Handwerksarbeit. Es ist 1,09 Meter lang, 84 cm davon entfallen auf die Klinge, die zwischen 4,4 und 5 cm breit ist. Sie besteht aus beidseitig geschliffenem Stahl. Die sechskantige, 22,3 cm lange Parierstange mit kugelförmigen Abschlüssen und der sechseckige, tropfenförmige Knauf mit Blattziselierung sind aus Messing gefertigt. Der Griff ist leicht verdickt und besteht aus Holz. Am Heft sind zwei Inschriften angebracht. Auf einer Seite kann man lesen: Die Herren steuern dem Unheil ich exequiere ihr Endts Urteil. Darunter ist ein zur Spitze ausgerichtetes Rad dargestellt. Auf der anderen Seite steht: Wan ich das Schwert thue aufheben, wünsch ich dem Sünder das Ewige Leben. Beide Sprüche kann man als Rechtfertigung des Scharfrichters für sein Handeln deuten. Darunter ist ein Galgen ziseliert. 
Die Siegelgravur des Schwerts weist außerdem drei Namen auf. Sie werden schon in Theodor Fontanes „Wanderungen durch die Mark Brandenburg. Oderland“ erwähnt, konnten jedoch erst während einer Restaurierung 1983 wieder sichtbar gemacht werden. Oben steht der Name Ullrich, darunter v.Catt und schließlich Stelw. Die beiden anderen Namen neben Katte sind heute nicht mehr zuzuordnen. Sowohl die Sinnsprüche wie auch die Namen sind in einer barocken Schreibschrift, die für das 18. Jahrhundert typisch war, eingraviert. Untypisch ist gleichwohl die Gravur der Namen von Delinquenten auf einem Richtschwert, was zu Zweifeln an der Authentizität des Schwerts geführt hat.
Weitere Zweifel an der Authentizität des Schwertes entstammen der unklaren Besitzgeschichte. Um 1730 gab es in Mittenwalde keinen Scharfrichter namens Carl Kühne, als dessen Nachfahre sich der Vorbesitzer Juckwer 1851/52 ausgegeben hatte. Ein Carl Kühn, Sohn des Scharfrichters Johann Friedrich Erdmann Kühn († 1748) ist erstmals 1753 urkundlich belegt, ein Scharfrichter Carl Joseph Kühne ist in Mittenwalde erst um 1817 bis 1831 nachweisbar.

### Das Schwert in Berlin
Ein weiteres Richtschwert im Märkischen Museum in Berlin sei der Überlieferung zufolge ebenfalls das Richtschwert Kattes. Dieses Schwert gehörte der brandenburgischen Scharfrichter-Dynastie Kauffmann, in die es durch die Heirat von Friederike Kauffmann mit dem Küstriner Scharfrichter Carl Friedrich Heil († 1803), einem Nachkommen des 1730 quittierenden Heyl, gekommen war.